# Pietro Brollo
Pietro Brollo (Tolmezzo, província de Udine, Itália, 1 de dezembro de 1933 - 5 de dezembro de 2019) foi um clérigo italiano e arcebispo católico romano de Udine.
Depois de estudar teologia e filosofia católicas no seminário de Udine, Pietro Brollo recebeu seu doutorado na Pontifícia Universidade Lateranense de Roma. teológico PhD. Foi ordenado sacerdote da Arquidiocese de Udine em 17 de março de 1957 em Tolmezzo, Carnia, pelo Arcebispo de Udine, Giuseppe Zaffonato. Trabalhou na pastoral em Ampezzo e Gemona e foi professor e reitor do seminário diocesano de Udine.
Em 21 de outubro de 1985, o Papa João Paulo II o nomeou Bispo Titular de Iulium Carnicum e Bispo Auxiliar de Udine. O arcebispo de Udine, Alfredo Battisti, consagrou-o bispo em 4 de janeiro do ano seguinte; Os co-consagradores foram Domenico Pecile, Bispo de Latina-Terracina-Sezze-Priverno, e Emilio Pizzoni, Bispo Emérito de Terracina, Priverno e Sezze e Bispo Auxiliar Emérito de Udine.
Em 2 de janeiro de 1996, João Paulo II o nomeou Bispo de Belluno-Feltre; a inauguração (entronização) ocorreu em 3 de março do mesmo ano. 
Em 28 de outubro de 2000 foi nomeado arcebispo de Udine por João Paulo II e empossado em 7 de janeiro de 2001. Na Conferência Episcopal Italiana foi membro da comissão para os leigos.
Em 20 de agosto de 2009, o Papa Bento XVI aceitou seu pedido de demissão por razões de idade.
Em 2010 foi agraciado com o Prêmio Epifania “Cavalierato del Friuli” da cidade de Tarcento.